# Кшиштоф Корвін-Госевський
Кшиштоф Корвін-Госевський (д/н — 1643) — державний діяч, урядник, дипломат Речі Посполитої.

## Життєпис
Походив зі шляхетського польського роду Госевських гербу Слєповрон. Старший син Олександра Корвін-Госевського, воєводи смоленського, та Єви Пац. Здобув гарну освіту. Замолоду брав участь у походах батька в Московському царстві.
У 1625 році отримав посаду писаря великого литовського. У 1627 році Госевському надановелізьке староство. У 1632 році був послом від Смоленського воєводства на елекційному сеймі, де було обрано королем Владислава Вазу. У 1633 році входив до складу польського посольства під керівництвом підскарбія великого коронного Єжи Оссолінського до Папського престолу. У 1638 році був призначений референдарієм великим литовським.
У 1639 році після смерті свого батька отримав посаду воєводи смоленського. Того ж року король Владислав IV доручив Гонсевскому здійснити дипломатичну поїздку до Франції та Республіки Об'єднаних провінцій. Спочатку відвідав Гаагу і Амстердам. Потім відбув до Парижа. Його завданням було звільнення з французького полону королевича Яна Казимира, молодшого брата польського короля. 2 лютого 1640 року Кшиштоф Гонсевский приїхав до Парижа. Після кількох тижнів переговорів йому вдалося домогтися звільнення Яна Казимира в обмін на те, що Річ Посполита не надаватиме допомогу супротивникам Франції, насамперед Австрії. 30 березня 1640 року разом з королевичем Яном Казимиром залишив Париж. У 1641 році призначено сенатором-резидентом.
Помер 1643 року.